# Списак чланова групе Deep Purple
Дип перпл енглеска хард рок група која данас наступа у саставу певач Ијан Гилан, гитариста Стиви Морс, басиста Роџер Главер, бубњар Ијан Пејс и клавијатуриста Дон Ери. Група је формирана у Хертфорду, 1968 са оригиналним саставом певач Род Еванс , гитариста Ричи Блекмор, басиста Ник Симпер, бубњар Ијан Пејс и клавијатуриста Џон Лорд. Током њихове музичке каријере, наступали су у разним поставама, а од стране својих обожавалаца и од себе самих назване су једноставно 'Постава' и број ('Mark', скраћено Mk I, Mk II, и тако даље).
Оригинална постава Mk. I издала је три албума, пре него су певач Еванс и басиста Симпер били замењени Гиланом и Главером формирајући поставу Mk. II. Друга постава наступа до 1973, када Гилан (пратећи Главера) напушта групу. Дејвид Кавердејл и Глен Хјуз придружили се групи Дип перпл и тако формирали поставу Mk III, и ако ко оснивач и гитариста Блекмор је напустио групу и њега је заменио Томи Болин. Постава Mk. IV је трајала само годину дана и распуштена је 1976. Чланови групе су се концентрисали на друге пројекте, као Rainbow (Блекмор и Главер), Whitesnake (Кавердејл, Лорд и Пејс), Black Sabbath и Gillan (оба Гилан).
Дип перпл се поново окупио 1984, и то постава Mk. II са Гиланом, Блекмором, Главером, Пејсом и Лордом. Због несугласица између Гилана и Блекмора место певача Гилана долази Џо Лин Тарнер. Тарнер је остао до 1992, када се састав Mk. II окупио по трећи пут. Недостатак података у таблици MK VI, односи се на низ концерата изведених са Џоом Сатријанијем на гитари, када је Ричи Блекмор у новембру 1993, у пола турнеје отишао из састава. То је била и једина постава која није објавила службено ни један албум.
Стиви Морс је 1994. у потпуности заменио Блекмора, и до данас остаје гитариста. У 2002 години се дешава нова промена поставе, када је групу напустио из личних разлога Џон Лорд, који је био члан у свим поставама до тада. Замењује га Дон Ери, оснивач група Rainbow и Ozzy Osbourne's band, оформивши тако Mk. VIII поставу. Бубњар Ијан Пејс је једини члан који је наступао у свим поставама од формирања састава 1968 до данас.

## Данашњи чланови
Ијан Гилан
Активан: 1969–1973, 1984–1989, 1992–данас
Инструменти: вокали, хармоника, конга
Снимљени албуми: Deep Purple in Rock (1970), Fireball (1971), Machine Head (1972), Who Do We Think We Are (1973), Perfect Strangers (1984), The House of Blue Light (1987), The Battle Rages On (1993), Purpendicular (1996), Abandon (1998), Bananas (2003), Rapture of the Deep (2005)
Стиви Морс
Активан: 1994–данас
Инструменти: гитара
Снимљени албуми: Purpendicular (1996), Abandon (1998), Bananas (2003), Rapture of the Deep (2005)
Роџер Главер
Активан: 1969–1973, 1984–present
Инструменти: бас, синтисајзер
Снимљени албуми: In Rock (1970), Fireball (1971), Machine Head (1972), Who Do We Think We Are (1973), Perfect Strangers (1984), The House of Blue Light (1987), Slaves and Masters (1990), The Battle Rages On (1993), Purpendicular (1996), Abandon (1998), Bananas (2003), Rapture of the Deep (2005)
Ијан Пејс
Активан: 1968–1976, 1984–present
Инструменти: бубњеви, удараљке
Снимљени албуми: сви Дип перпл албуми
Дон Ери
Активан: 2002–present
Инструменти: клавијатуре
Снимљени албуми: Bananas (2003), Rapture of the Deep (2005)
- Певач Ијан Гилан
- Гитариста Стиви Морс
- Басиста Роџер Главер
- Бубњар Ијан Пејс
- Клавијатуриста Дон Ери

## Остали чланови
Ричи Блекмор
Активан: 1968–1975, 1984–1993
Инструменти: гитара
Снимљени албуми: Shades of Deep Purple (1968), The Book of Taliesyn (1968), Deep Purple (1969), Deep Purple in Rock (1970), Fireball (1971), Machine Head (1972), Who Do We Think We Are (1973), Burn (1974), Stormbringer (1974), Perfect Strangers (1984), The House of Blue Light (1987), Slaves and Masters (1990), The Battle Rages On (1993)
Џон Лорд
Активан: 1968–1976, 1984–2002
Инструменти: клавијатуре, пратећи вокали
Снимљени албуми: Shades of Deep Purple (1968), The Book of Taliesyn (1968), Deep Purple (1969), Deep Purple in Rock (1970), Fireball (1971), Machine Head (1972), Who Do We Think We Are (1973), Burn (1974), Stormbringer (1974), Come Taste the Band (1974), Perfect Strangers (1984), The House of Blue Light (1987), Slaves and Masters (1990), The Battle Rages On (1993), Purpendicular (1996), Abandon (1998)
Дејвид Кавердејл
Активан: 1973–1976
Инструменти: главни вокал
Снимљени албуми: Burn (1974), Stormbringer (1974), Come Taste the Band (1975)
 Глен Хјуз
Активан: 1973–1976
Инструменти: бас, вокали
Снимљени албуми: Burn (1974), Stormbringer (1974), Come Taste the Band (1975)
Род Еванс 
Активан: 1968–1969
Инструменти: водећи вокал
Снимљени албуми: Shades of Deep Purple (1968), The Book of Taliesyn (1968), Deep Purple (1969)
Ник Симпер
Активан: 1968–1969
Инструменти: бас, пратећи вокали
Снимљени албуми: Shades of Deep Purple (1968), The Book of Taliesyn (1968), Deep Purple (1969)
Томи Болин
Активан: 1975–1976
Инструменти: гитара, вокали, бас, клавир
Снимљени албуми: Come Taste the Band (1975)
Џо Лин Тарнер
Активан: 1990–1992
Инструменти: вокали
Снимљени албуми: Slaves and Masters (1990)
Џо Сатријани
Активан: 1993–1994
Инструменти: гитара
Снимљени албуми: нема